# 상프란시스쿠강
상프란시스쿠강(브라질 포르투갈어: Rio São Francisco) 또는 산프란시스코강(스페인어: Río San Francisco)은 남아메리카 브라질의 동북부 지방을 흐르는 강이다. 길이 2,830 km이고 유역면적 641,000 km2이다.
아마존강과 함께 브라질 동북부의 중요한 강이다. 브라질에서 아마존강, 파라나강, 마데이라강에 이어 네 번째로 긴 강이며, 전체가 브라질 영내에 있는 강으로는 가장 길다. 브라질고원의 미나스제라이스주 서남부에서 발원하여 북쪽으로 흘러가 바이아주의 서부 고지대를 가로지른다. 페트롤리나에서 페르남부쿠주로 들어온 후 동쪽으로 흐르며, 급류를 이루다가 알라고아스주와 세르지피주의 경계를 이루며 대서양으로 흘러들어간다. 강 전체는 무더운 열대 기후 지대이며, 유역의 중류와 하류의 내륙 지대는 건조하다. 이 강 일대는 건조하여 수량이 적으나 급류를 이룬 곳이 많아 수력 자원이 풍부하며, 대규모 댐이 여러 개 건설되어 있다. 바이아주 북부의 소브라디뉴 댐을 건설하면서 생긴 인공호는 세계 최대 규모이다.